# Luitgardis Parasie
Luitgardis Parasie (* 15. August 1954 in Neuwied) ist eine deutsche evangelische Pastorin der Evangelisch-lutherischen Landeskirche Hannovers, Familientherapeutin und Autorin.

## Leben
Luitgardis Parasie wuchs in Benefeld als älteste von drei Schwestern und Tochter ihres belgischen Vaters auf. Nach dem Abitur am Gymnasium Walsrode absolvierte sie von 1972 bis 1978 ein Studium der evangelischen Theologie in Bethel, Heidelberg, Tübingen. Während des Studiums besuchte sie einen Journalistenkurs, schrieb für die Jugendseite des Rheinischen Merkurs und später für die Evangelische Zeitung über Alltagserlebnisse mit geistlichem Bezug, woraus ihr erstes Buch „Die Skandalpredigt“ entstanden ist. Zwischen dem Ersten theologischen Examen 1978 in Karlsruhe und dem Zweiten 1980 in Hannover verbrachte sie das Vikariat in Göttingen. Von 1981 bis 1993 arbeitete sie als Pastorin in Sudershausen und war 1994/95 Berufsschulpastorin in Göttingen. Zwischen 1994 und 1996 absolvierte sie eine Zusatzausbildung für Systemische Therapie und Beratung am Niedersächsischen Institut in Hannover und der Internationalen Gesellschaft für systemische Therapie (IGST) in Heidelberg sowie in Berlin eine Ausbildung in Gruppentraining sozialer Kompetenzen (GSK). Sie ist Mitglied bei der Deutschen Gesellschaft für Systemische Therapie und Familientherapie (DGSF), hält Seminare bei Kongressen der Akademie für Psychotherapie und Seelsorge und ist Referentin bei Frühstückstreffen für Frauen in Deutschland e.V. und bei der Pinéa-Programmgruppe e.V. auf Korsika.
Gemeinsam mit ihrem Studienkollegen Helmut Matthies engagierte sie sich in Heidelberg in der Studentenmission (SMD). Als Autorin schreibt Parasie für verschiedene christliche Zeitschriften und erstellte gemeinsam mit ihrem Ehemann eine Ratgeberserie. Seit 1978 ist sie für die Evangelische Nachrichtenagentur idea als Kolumnistin tätig, verfasste unter anderem zahlreiche Beiträge für die Rubrik „Kleine Kanzel“ und war bis 2021 Mitglied deren Trägerkreises. Von 2012 bis 2018 war sie in der wöchentlichen Radiosendung des NDR 1 „Darf ich das? – Gewissensfragen im Alltag“ zu hören. Seitdem wirkt sie ebenfalls auf NDR 1 bei der Radiosendung „Zwischentöne“ mit. Daneben arbeitet sie bei ERF Medien sowie als Autorin für den Neukirchener Kalender. Im April 2013 trat sie gemeinsam mit Christine Neubauer in einer ZDF-Sendung von Peter Hahne zum Thema Film trifft auf Wirklichkeit über Josh Broeckers Fernsehfilm Die Pastorin auf. Im April 2016 trat sie zusammen mit Ministerpräsident Bernhard Vogel ein weiteres Mal in derselben Reihe auf, diesmal zum Thema: Nach dem Tod nur Lob? – Wie viel Wahrheit passt zum Nachruf?
Parasie war von Juni 2000 bis zu ihrem Ruhestand im April 2020 mit einer halben Stelle Pastorin der Kirchengemeinde in Northeim-Langenholtensen. Sie zählt zu den Gründungsmitgliedern der alle zwei Monate erscheinenden kirchlichen
Illustrierten „Nortsicht“, einem erweiterten Gemeindebrief von drei evangelischen Northeimer Kirchengemeinden. Im Ruhestand will sie unter anderem als Urlauberseelsorgerin auf Juist und Langeoog arbeiten.
Sie ist seit 1976 mit dem Theologen, Arzt und Psychotherapeuten Jost Wetter-Parasie verheiratet, in dessen Praxis für Allgemeinmedizin und Psychotherapie sie bis heute stundenweise als Paar- und Familienberaterin mitarbeitet. Das Paar hat drei Kinder und wohnt seit 1993 in Northeim.

## Veröffentlichungen
- Die Skandalpredigt: (un)gewöhnliche Geschichten einer Dorfpastorin. Edition Anker, Stuttgart 1998, ISBN 978-3-7675-5004-9.
- Haarige Geschichten. Edition Anker, Stuttgart 2002, ISBN 978-3-7675-3735-4.
- Hrsg. mit Heinz Behrends: Beten, Sex und Aberglaube: 40 Geschichten zum Abheben. Norderstedt 2012, ISBN 978-3-8482-3153-9.

als Mitautorin mit Jost Wetter-Parasie:
- Angst in Kraft verwandeln. Ein Ratgeber. Edition Anker, Stuttgart 1999, ISBN 978-3-7675-1188-0.
- Nutze deinen Stress! Ausgeglichen leben (mit CD). Edition Anker, Stuttgart 2000, ISBN 978-3-7675-7060-3.
- Der Apfel fällt nicht weit vom Stamm: wie unsere Familie unser Leben bestimmt. Edition Anker, Stuttgart 2002, ISBN 978-3-7675-7063-4.
- Gut beraten! Seelsorge für Einsteiger. Edition Anker, Stuttgart 2004, ISBN 978-3-7675-7072-6.
- Nie mehr unter Wert! Schritte zu mehr Selbstbewusstsein. Brunnen Verlag, Gießen 2006, ISBN 978-3-7655-1386-2.
- Zum Glück fehlt nur die Krise: vom Scheitern und von neuen Chancen. Brunnen Verlag, Gießen 2009, ISBN 978-3-7655-1439-5.
- Starke Mütter – starke Töchter: Wie sie das Beste aus ihrer Beziehung machen. Neukirchener Aussaat, Neukirchen-Vluyn 2017, ISBN 978-3-7615-6412-7.
- MUTIG GRENZEN SETZEN mit gutem Gewissen, Brunnen Verlag, Gießen 2022, ISBN 978-3-7655-2127-0.
- Sternstunden im Alltag: Zuversicht wecken, Widerstandskraft stärken, Brunnen Verlag, Gießen 2024, ISBN 978-3-7655-2168-3.

als Mitautorin mit Christoph Morgner (Hrsg.):
- Nehmt einander an, wie Christus euch angenommen hat zu Gottes Lob. Brunnen Verlag, Gießen 2014, ISBN 978-3-7655-4239-8.
- Ich will euch trösten, wie einen seine Mutter tröstet. Brunnen Verlag, Gießen 2015, ISBN 978-3-7655-4259-6.
- Ich schenke euch ein neues Herz und lege einen neuen Geist in euch. Brunnen Verlag, Gießen 2016, ISBN 978-3-7655-4295-4.
- Ich will dem Durstigen geben von der Quelle des lebendigen Wassers umsonst. Brunnen Verlag, Gießen 2017, ISBN 978-3-7655-4319-7.
- Suche Frieden und jage ihm nach. Brunnen Verlag, Gießen 2018, ISBN 978-3-7655-4335-7.
- Ich glaube; hilf meinem Unglauben!. Brunnen Verlag, Gießen 2019, ISBN 978-3-7655-4347-0.